# Ruotberto di Treviri
Ruotberto, detto anche Rotbert o Roberto (... – Colonia, 19 maggio 956), fu arcivescovo di Treviri dal 931 fino alla sua morte.
Egli svolse un ruolo di primo piano nella politica sia nel regno dei Franchi Orientali che nel regno dei Franchi Occidentali, e in particolare nella zona della Lotaringia. Fu patrono di studiosi e scrittori e riformatore di monasteri.

## Ascesa
Se Routberto ebbe l'età canonica di trent'anni al momento della sua elezione a vescovo, potrebbe essere nato nel 901 o prima: ciò è più probabile, dato che era già il cancelliere della diocesi di Treviri sotto il suo predecessore, Rotgero (nel 938 concesse una precaria vitalizia alla nipote del suo predecessore, Ada, ed ai suoi due figli). Routberto era originario della regione della Batavia, forse un membro della nobiltà sassone. Sembra che suo fratello, Ansfrido il Vecchio, fosse il conte di quindici contee, inclusa la Toxandria, e che la figlia di suo nipote fosse imparentata con la stirpe degli Unrochingi. Routberto è stato descritto da alcuni documenti come un parente di Bruno il Grande, un membro della famiglia reale ottoniana. Alberico delle Tre Fontane scrisse che Routberto era addirittura fratello della regina Matilde, moglie del re Enrico I e madre di Bruno, quindi appartenente alla stirpe degli Immedingi. Tuttavia, ciò non è più ritenuto possibile. Secondo la Cronaca del vescovo Tietmaro di Merseburgo, Routberto educò personalmente in diritto e teologia suo nipote, che un giorno sarebbe stato vescovo di Utrecht, Ansfrido il Giovane. Un altro possibile fratello talvolta proposto è Lamberto, il padre proposto di suo nipote Ansfrido il Giovane.
Il predecessore di Routberto, Rotgero, morì il 27 gennaio 931 e Routberto divenne arcivescovo probabilmente verso la fine dell'anno. Dovette la sua elevazione all'influenza del re Enrico, e poco dopo fu nominato arcicancelliere della Lotaringia, incarico ricoperto anche da Rotgero. Il 1 giugno 932, insieme agli arcivescovi Unni di Amburgo e Ildeberto di Magonza, presiedette il sinodo di Erfurt, un sinodo di tutti i vescovi della Germania fuori della Baviera. Questo sinodo decise di non pagare più il tributo all'Ungheria. Il 7 agosto 936, Routberto e gli arcivescovi Wigfried di Colonia e Ildeberto di Magonza incoronarono e consacrarono congiuntamente il successore di Enrico, Ottone I, nella cappella palatina di Aquisgrana.

## Atti politici in Lotaringia
Routberto continuò a godere del favore del nuovo re. È attestato come arcicancelliere in Lotaringia dal 937 al 953 e servì come arcicappellano della corte di Ottone. Come arcicancelliere agì spesso come rappresentante del re per conto dei supplicanti di Lotaringia.

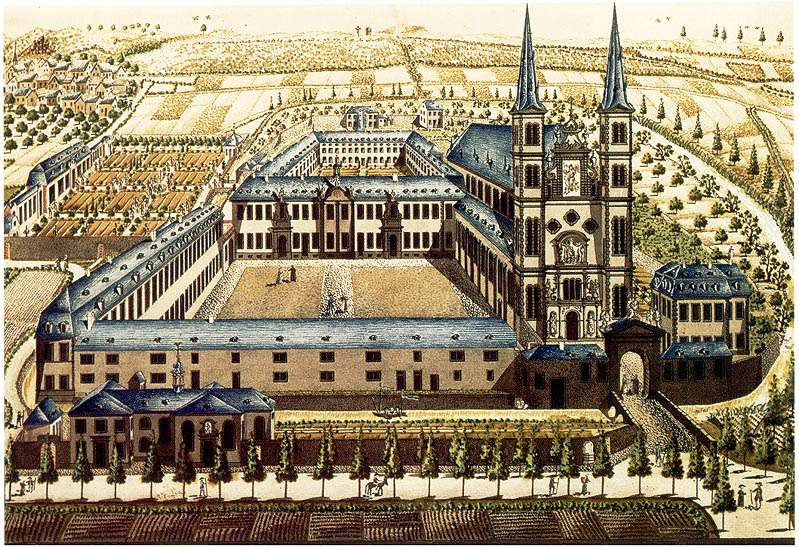
Abbazia di San Massimino nel XVIII secolo.

L'influenza di Routberto in Lotaringia lo portò in conflitto con il duca Corrado il Rosso, che nel maggio 944 in un'assemblea a Duisburg lo accusò di slealtà (infedelitas) verso il re. Corrado tentò con la violenza di impadronirsi dell'abbazia di San Massimino di Treviri, il cui abbaziato laico era stato rinunciato dal predecessore di Corrado, il duca Giselberto, nel 934, e dove il fratello del re, Bruno, veniva educato sotto Israele il Grammatico. La nuova chiesa di San Massimino era stata consacrata da Routberto solo il 13 ottobre 942. Nel 950, papa Agapito II confermò a Routberto il possesso di San Massimino.
Nel 946 Routberto ottenne dal re la conferma del controllo della sua arcidiocesi sulla basilica di San Servazio a Maastricht, una delle quattro abbazie più grandi e ricche della Lotaringia. Ciò risolve a favore della diocesi una disputa di vecchia data. Nel giugno 949 partecipò a un'assemblea dei principali uomini della Lotaringia a Nimega alla presenza del re Ottone. Nel 953, Corrado si ribellò e fu deposto. Il re confermò i diritti di Routberto su San Massimino il 20 agosto. Nello stesso periodo, l'arcidiocesi di Colonia divenne vacante e Ottone elevò suo fratello Bruno sia all'arcivescovado che al ducato di Lotaringia contemporaneamente nel settembre 953. Ottone inoltre rimosse dall'incarico di cancelliere di Lotaringia Routberto per conferirla a Bruno. Ciononostante, Routberto partecipò alla consacrazione di Bruno e anche a quella del vescovo di Liegi Rather quell'anno. Nella primavera del 955, tuttavia, cospirò con il conte Reginardo III di Hainaut per far deporre ed esiliare Rather, un protetto di Bruno, senza mai entrare lui stesso in aperta ribellione.

## Controversia di Reims
Nel 946, Routberto fu coinvolto in una controversia sull'arcidiocesi di Reims. Probabilmente era motivato dal desiderio di aumentare il suo prestigio in Germania. Sebbene fosse considerato l'arcivescovo più anziano nel 936, fu costretto a incoronare Ottone congiuntamente ai suoi omologhi di Magonza e Colonia, e l'arcivescovo Federico di Magonza era stato recentemente confermato dal papa come vicario apostolico nel regno dei Franchi Orientali. Nel 931, il re Rodolfo di Francia depose l'arcivescovo Ugo, non canonicamente eletto, e impose il proprio candidato, Artoldo. Nel 940, Ugo tornò e costrinse Artoldo all'esilio. Lo storico Flodoardo di Reims era uno stretto collaboratore di Artoldo e lo accompagnò in esilio, quattro settimane delle quali le trascorse a Treviri. Nel 946, con il sostegno militare del re Ottone I e del re Luigi IV d'Oltremare, Artoldo tornò a Reims e fu formalmente reinsediato dall'arcivescovo Routberto e dall'arcivescovo Federico di Magonza. Ugo non si sottomise e si tennero una serie di sinodi sotto la presidenza dell'arcivescovo di Treviri per risolvere la questione.
Il primo si riunì a Verdun nel novembre 947. Erano presenti, oltre a Routberto e Artoldo, i vescovi Odalrico di Aquisgrana, Adalberone I di Metz, Gosleno di Toul e Ildebaldo di Münster, e gli abati Bruno di Lorsch, Agenodo di Gorze e Odilo di Stavelot. Partecipò anche lo studioso Israele il Grammatico. Ugo fu convocato, ma non si presentò. Il sinodo confermò Artoldo come legittimo arcivescovo di Reims e fissò un altro sinodo per il 13 gennaio 948.
Il secondo sinodo si tenne, come previsto, «nella chiesa di san Pietro, in vista del castrum di Mouzon». Tutti i vescovi della provincia di Treviri parteciparono insieme ad alcuni vescovi della provincia di Reims. Ugo arrivò e parlò con Routberto nella chiesa, ma non presenziò alle sessioni. Routberto permise la lettura ad alta voce di una lettera che Ugo presentò, da parte di papa Agapito II: in essa, il papa ordinò la restaurazione di Ugo, ma i vescovi si rifiutarono di obbedire, adducendo come ragione che il papa aveva precedentemente incaricato Routberto di Treviri e Federico di Magonza di risolvere la questione canonicamente e che la sua ultima lettera era stata redatta a per volere dei messaggeri di Ugo. Essi confermarono in un documento che Artoldo era il vescovo canonico di Reims, ma Ugo rifiutò ancora di sottomettersi.
Alla luce del fallimento dei sinodi di Verdun e Mouzon nel risolvere la questione, papa Agapito inviò un legato, Marino, in Germania, ordinando a re Ottone di convocare un sinodo generale. Il 7 giugno 948 questo sinodo si aprì ad Ingelheim sotto la presidenza di Routberto nella cappella dedicata a San Remigio nel palazzo reale di Ingelheim. Erano presenti i re di dei Franchi Orientali e Occidentali, così come 32 vescovi tedeschi, più Artoldo e il vescovo Rodolfo II di Laon. Routberto aprì il sinodo con una dichiarazione sulle "questioni pubbliche della Gallia" (Galliae rem publicam). In seguito sollecitò l'uso della ragione per persuadere Ugo a sottomettersi e, se ciò non fosse riuscito, che fosse scomunicato.
Quando Ugo si rifiutò di sottomettersi, il re Ottone ordinò al duca Corrado e all'arcivescovo Routberto di radunare un grande esercito, entrare nel regno dei Franchi Occidentali e forzare la sua resa. L'esercito di Treviri, potenziato dalle forze dei vescovi di Laon e Metz, impiegò quattro settimane per riunirsi. Il semplice avvicinamento di questo esercito costrinse il comandante del castello di Mouzon, dove si era rintanato Ugo, ad arrendersi. Furono presi degli ostaggi, ma Ugo non fu imprigionato. Il castello venne raso al suolo. Routberto guidò poi l'esercito a unirsi a quello di Corrado e ad assediare la fortezza di Montaigu, che era stata costruita da Teobaldo, conte di Tours, in ribellione contro il re Luigi. Fu rapidamente catturata e l'esercito si trasferì a Laon, dove si trovava Teobaldo. Lì, nell'abbazia di San Vincenzo, scomunicarono Teobaldo.
Dopo il successo della campagna estiva in Francia, Routberto tenne un sinodo provinciale a Treviri nel settembre 948. Nessun vescovo di Lotaringia o del regno dei Franchi Orientali partecipò, solo Artoldo di Reims, Rodolfo di Laon, Guido I di Soissons e Wicfred di Thérouanne. Il vescovo Transmarus di Noyon inviò un messaggero per spiegare la sua assenza a causa di una malattia. Era presente il legato Marino. Attraverso l'intercessione formale di Routberto e Artoldo, Marino assolse Guido di Soissons per aver precedentemente sostenuto Ugo. L'8 settembre il sinodo scomunicò il duca Ugo il Grande, uno dei sostenitori dell'arcivescovo Ugo e una spina nel fianco di Luigi IV.

## Vescovo e patrono
Routberto fu un attento amministratore della sua diocesi. Portò avanti la riforma dei monasteri, molti dei quali a quel tempo erano ancora di proprietà laica e alcuni dei quali, come San Massimino a Treviri e Mettlach nella Saar, avevano subito incursioni vichinghe e ungare. Riorganizzò le strutture ecclesiastiche della sua diocesi fino al livello della parrocchia, soprattutto nella regione settentrionale dell'Eifel. Ricostruì la chiesa meridionale del quartiere della cattedrale, oggi chiesa di Nostra Signora, che consacrò il 9 settembre 955. Fece anche erigere un altare sulla tomba del suo predecessore del VI secolo, Magnerico, nell'abbazia di San Martino a Treviri. Il suo contemporaneo, il vescovo Berengario di Verdun, lo descrive come uno dei riformatori ispiratori della Lotaringia.
Nel 951, Routberto accompagnò Ottone nella sua Italienzug. Dall'Italia riportò alcune reliquie di san Severo di Ravenna nel febbraio 952.
Routberto era uno studioso e un mecenate degli studiosi. Prima che il suo rapporto con Rather di Liegi si inasprisse, essi tennero una corrispondenza, in cui Rather accredita a Routberto un interesse per gli antichi greci e romani e Routberto a sua volta gli mandò alcuni dei suoi scritti. Israele il Grammatico ottenne il patrocinio di Routberto dedicandogli il suo De arte metrica. Continuò a vivere come monaco a San Massimino. Flodoardo dedicò la sua Historia Remensis Ecclesiae (Storia della Chiesa di Reims) al "venerabile signore e dilettevole illustre prelato R., amato in Cristo" (Domino venerabili et in Christi karitate admodum diligibili preclaro presuli R), quasi certamente l'arcivescovo di Treviri. Mentre Flodoardo continua dicendo che Routberto gli ha "ordinato" di scrivere la sua storia, è più probabile che Routberto lo abbia semplicemente incoraggiato. Flodoardo dedicò anche la sua trilogia poetica De Triumphis Christi (Il Trionfo di Cristo) a Routberto.
Routberto morì mentre partecipava ad un Hoftag a Colonia, durante un'epidemia di peste. Il suo corpo fu riportato a Treviri. Le fonti più antiche collocano la sua sepoltura nella basilica di San Paolino, ma fu sepolto nella sua chiesa di Nostra Signora, dove la sua tomba fu scoperta nel 1950.